# Aboubacar Sylla
Pour les articles homonymes, voir Sylla (homonymie).
Aboubacar Sylla, né le 23 décembre 1993 à Conakry, est un footballeur guinéen.

## Biographie
Entre 2004 et 2006, il a joué en Ligue 2 avec le FC Gueugnon.
Le 5 juin 2005, il joue son premier et son seul match avec l'équipe nationale guinéenne contre le Kenya. Il n'a joué que 16 minutes de jeu en tant que remplaçant.
Lors de la saison 2009-2010 de CFA avec l'EDS Montluçon, il termine quatrième meilleur buteur du groupe C avec 13 buts inscrits.
Laissé libre par Montluçon lors de l'été 2010, Aboubacar signe à Aurillac le 19 juillet 2010.